# Cucina vegetariana
La cucina vegetariana è il complesso degli alimenti e dei loro preparati, secondo modalità contemporanee o delle tradizioni locali ed etniche, che rispettano gli standard vegetariani.

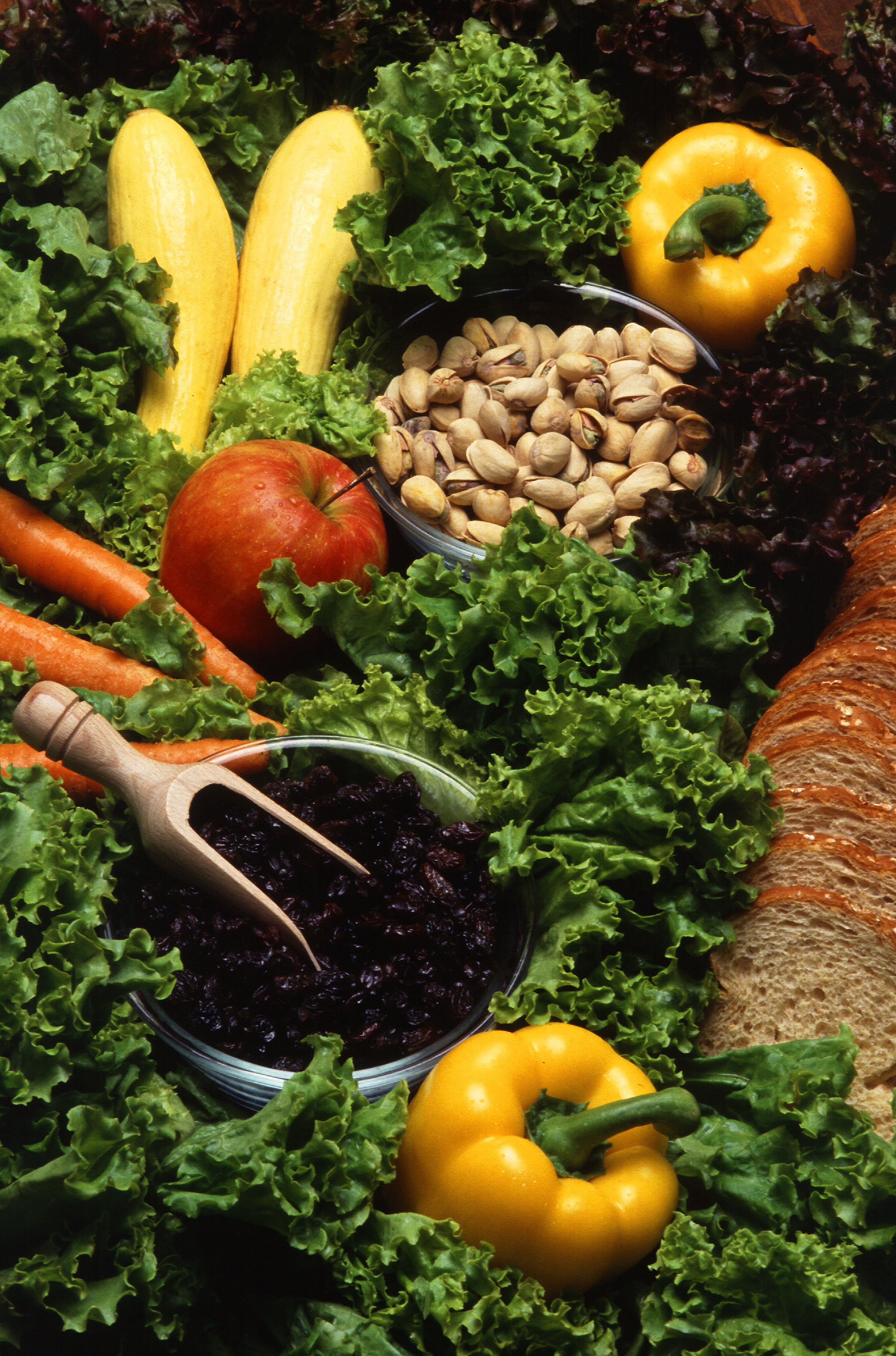
Una varietà di vegetali che sono tra gli alimenti principali della cucina vegetariana

## Caratteristiche
La cucina vegetariana non va confusa con la dieta vegetariana. Ogni dieta vegetariana infatti può basarsi esclusivamente su piatti vegetariani, mentre ogni tipo di alimentazione umana generalista comprende sempre un certo numero di piatti vegetariani come sottoinsieme.
Le diete vegetariane hanno, come unico vincolo, l'esclusione della carne e dei prodotti ottenuti attraverso l'utilizzo dei tessuti degli animali (per esempio alcuni tipi di zuccheri raffinati se filtrati e sbiancati con il carbone animale, derivato delle ossa animali). Nella dieta latto-ovo-vegetariana (quella più diffusa nel mondo occidentale) è quindi consentito l'uso delle uova, del latte, dei prodotti lattieri (yogurt, panna, ricotta, burro), dei prodotti caseari (formaggi freschi e stagionati), del miele e di tutti gli altri prodotti di alveare (pappa reale, propoli, polline). Per il latto-vegetarismo, uno dei primi tipi di vegetarismo conosciuto (registrato in India), è consentito solo l'uso dei latticini. Le forme più ristrette del vegetarianismo sono il veganismo e il fruttarismo, le quali escludono tutti i prodotti animali, dai latticini al miele.
I cibi vegetariani possono essere classificati in molti e differenti tipi:
- Cibi tradizionali che sono sempre stati vegetariani (cereali/grano, frutta, verdure, noci, ecc.)
- Prodotti basati sulla soia, come il tofu e il tempeh che sono fonti proteiche comuni.
- Tessuto proteine vegetali (TPV), a base di farina di soia sgrassata, spesso inclusi in ricette di hamburger al posto della carne macinata.
- Carne analoga, che mima il sapore, il tessuto, e l'aspetto della carne, e vengono spesso utilizzate nelle ricette dove tradizionalmente c'è la carne.
- Vegani possono anche utilizzare prodotti analoghi per le uova e per i latticini.

## Ingredienti utilizzati nella cucina vegetariana
Gli alimenti considerati adatti ai vegetariani tipicamente sono:
- Cereali/grani: mais, semi di canapa, mais da zucchero, frumento, riso, orzo, sorgo, miglio, avena, segale, triticale, grano saraceno, fonio, quinoa, prodotti derivati come la farina (impasto, pane, pasta, prodotti da forno);
- Verdure (fresche o in salamoia) e funghi (anche se alcuni vegetariani indiani non mangiano i funghi), prodotti derivati, come oli grassi e oli vegetali;
- Frutta (fresca o secca);
- Legumi: fagioli (che includono anche i semi di soia e prodotti di soia come il tempeh, il tofu, latte di soia, e TPV), ceci, piselli, lenticchie, arachidi);
- Noci e semi;
- Spezie ed erbe aromatiche;
- Altri cibi come le alghe.[5]

Cibi adatti per i diversi tipi di cucina vegetariana:
- Latticini e derivati del latte (latte, burro, formaggio (tranne per i formaggi contengono caglio di origine animale), yogurt (esclusi quelli fatti con gelatina animale), ecc) - non consumati dai vegani e dagli ovo-vegetariani;
- Uova - non consumate dai vegani e dai latto-vegetariani;
- Miele - non consumato dalla maggior parte dei vegani.

## Cucina tradizionalmente vegetariana

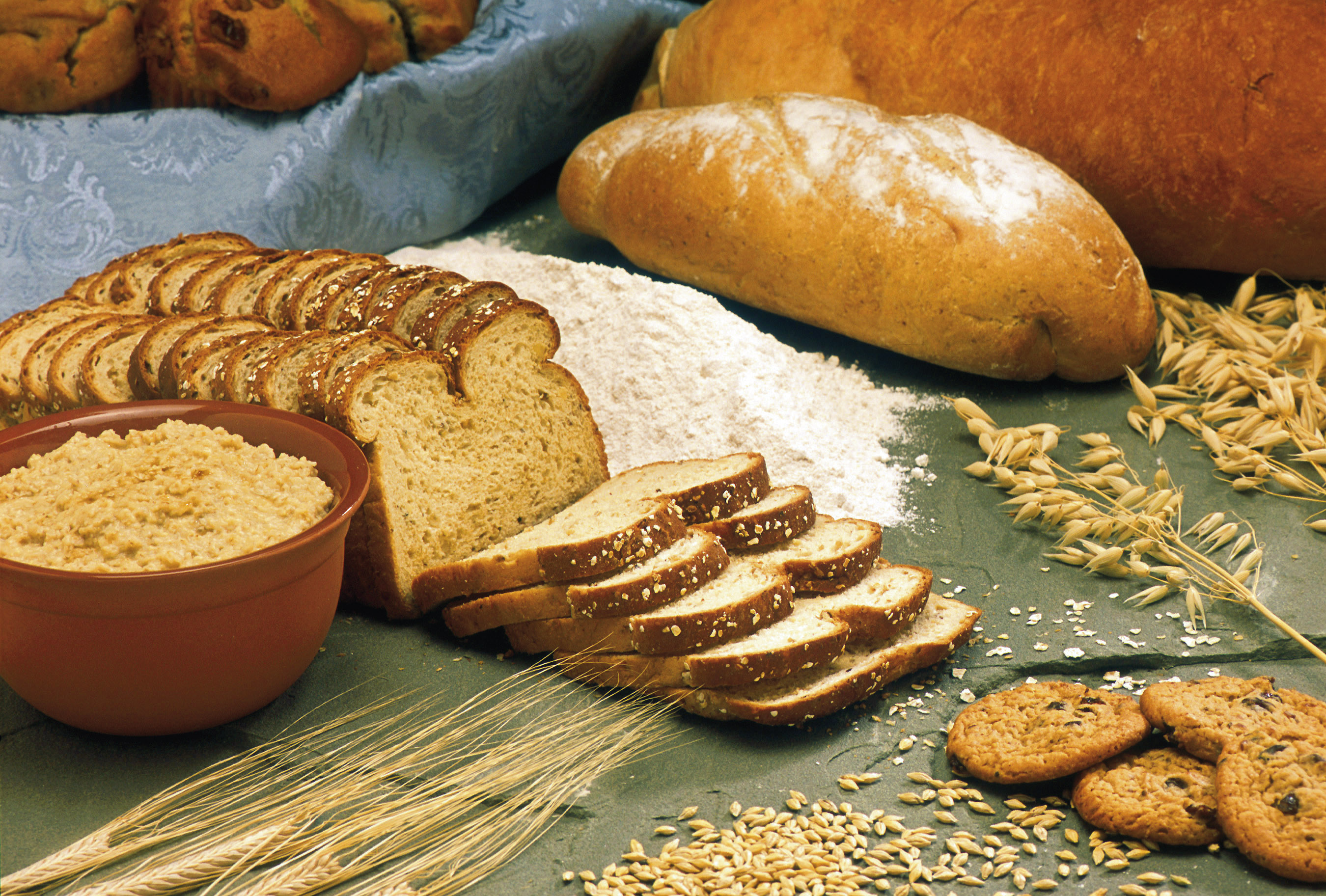
Prodotti alimentari vegetariani a base di cereali.

Questi sono alcuni dei piatti più comuni che i vegetariani nella civiltà occidentale mangiano senza la sostituzione degli ingredienti. I piatti includono dalla colazione ai dolci:
- Tradizionalmente, la cucina di un bramino nella gran parte dell'India, ad eccezione di Bengala Occidentale, è strettamente vegetariana;
- Cucina Gujarati, dallo stato di Gujarat, nella parte occidentale dell'India è prevalentemente vegetariana;
- Molti fagioli, pasta, patate, riso e piatti bulgur/cuscus piatti, stufati, minestre e stir fry;
- Cereali e farina d'avena, granola;
- Frutta fresca e la maggior parte insalate;
- Insalata di patate, baba ganoush, pita-wrap o burrito-wrap, verdura pilaf, patate cotte al forno o buccia di patate fritte con condimenti vari, pannocchie, frullati;
- Molti sandwich, come toast al formaggio, e sandwich freddi come melanzane arrostite, funghi, peperoni, formaggi, avocado e altri ingredienti per sandwich;
- Molti contorni, come purea di patate, tortino di patate, pane ripieno, riso condito, maccheroni e formaggio;
- Nella cucina buddista classica, in Asia, viene usato nei templi e nei ristoranti un cartello verde che indica solo cibo vegetariano.

### Cucine nazionali

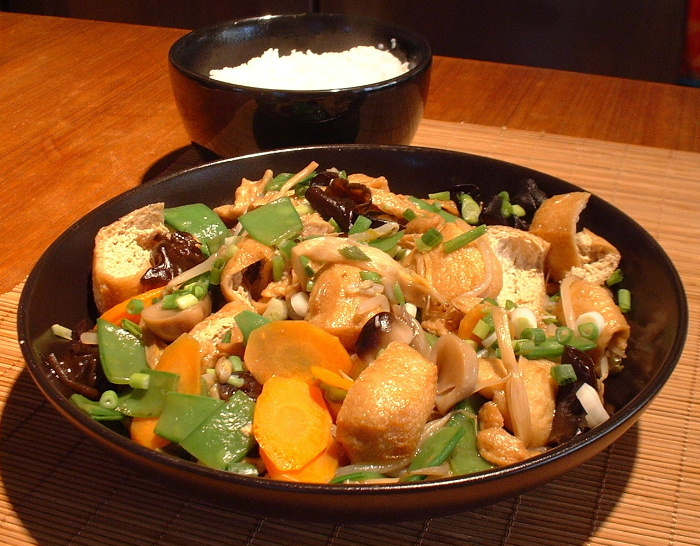
Delizia di Budda, un famoso piatto vegetariano cinese.

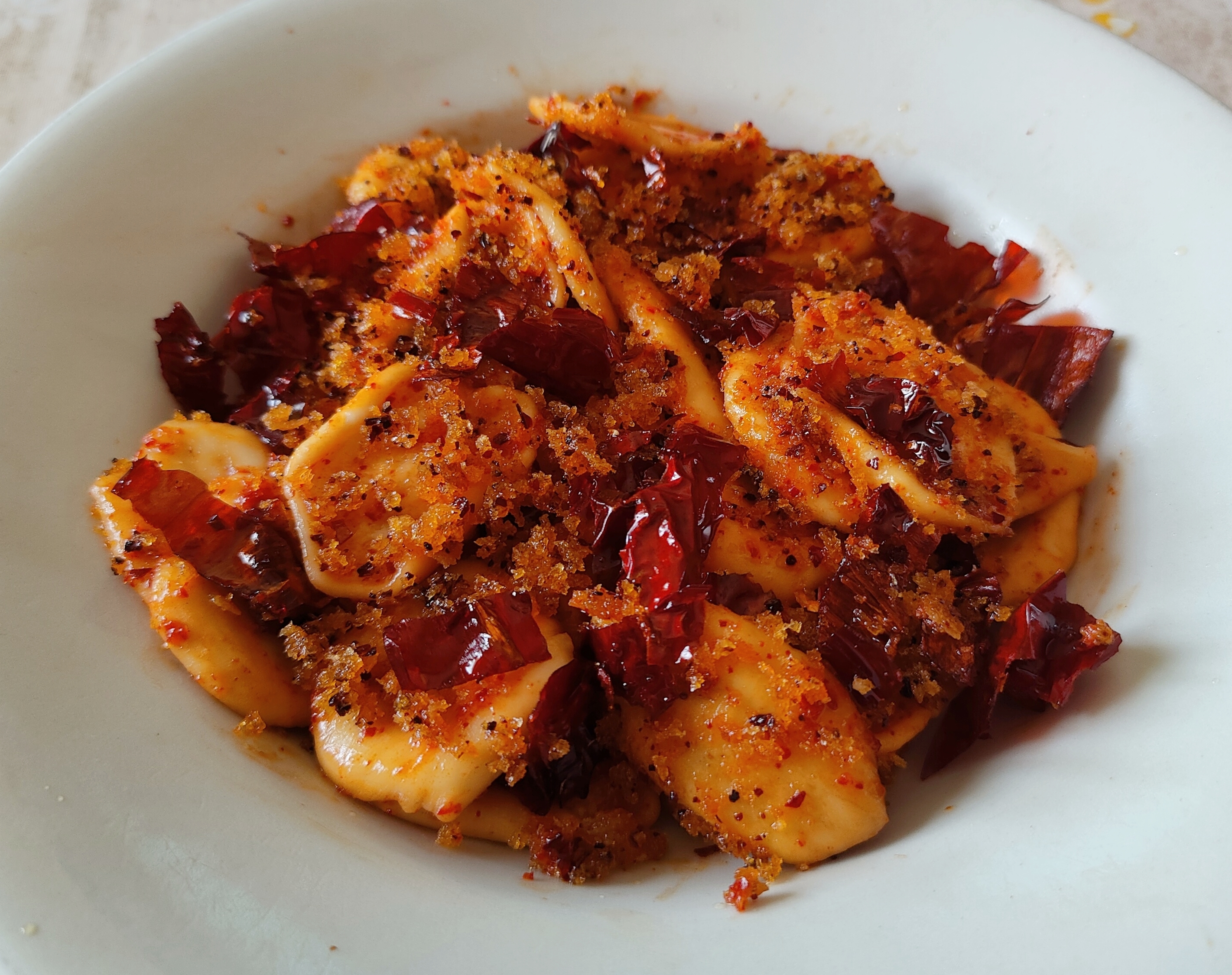
Pasta con i peperoni cruschi, piatto vegetariano/vegano della cucina lucana.

- Cucina indiana in Asia è piena di piatti vegetariani, molti di essi possono essere tracciati dalle tradizioni religiose (come hindu bramino). La cucina di Gujarati dell'India è principalmente vegetariana. Tra l'altro la cucina indiana e Gujarati thali è molto famosa tra gli indiani. Ci sono molti cibi indiani vegetariani come pakora, samosa, khichris, pulao, raita, rasam, bengain bharta, chana masala, dei korma, sambar, jalfrezi, saag aloo, sabji (piatti di verdura) come bindi subji, gobi subji, Punjabi chole, aloo matar e molti cibi dell'India del Sud come dosa, idli e vada. Chapati e altri tipi di pane basati sul grano/maida come Naan, Roti Paratha sono spessi stufati con verdure per rendere il pasto soddisfacente. Molti piatti indiani sono anche qualificati come vegani, sebbene molti altri usano anche il miele, latticini e derivati del latte.
  - I piatti tamil sono sambar, rasam, koottu, karembadu, upma, palya/taalimpu, kozhambu/koora, aviyal, olan, kadala curry, theeyal, Pulihora/puliyogare, chammandi, chutney, chitrannam e pane come appam, puttu, pathiri, dosa, idli e vada.
- Cucina spagnola: cibi come tumbet, e piatti a base di polenta e tapas.
- In Messico ci sono cibi come salsette & guacamole con chip, riso & burrito di fagioli (senza strutto nei fagioli fritti e senza pollo grasso nel riso), vari quesadilla, taco di fagioli, dei chilaquiles e bean-pie, chili, fagioli neri con riso, chiles rellenos, formaggi enchilada e verdure fajita.
- Cucina italiana: piatti la maggior parte di pasta, molte pizze, rotini, bruschette e molti risotti.
- Cucina europea: ratatouille, porro brasato con olive e prezzemolo, vari quiche, bietola saltata, funghi e verdure, cavolini di Bruxelles saltati con funghi e squash
- In Germania, salsa verde di Francoforte, diversi canederli con salse vegetariane (ad esempio Chanterelle), le combinazioni di quark, spinaci, patate ed erbe varie che rappresentano alcuni tradizionali piatti estivi vegetariani. Tradizionalmente il venerdì, nel sud della Germania l'ampia varietà di piatti dolci può essere servita come piatto principale, come il Germknödel e il Dampfnudel.

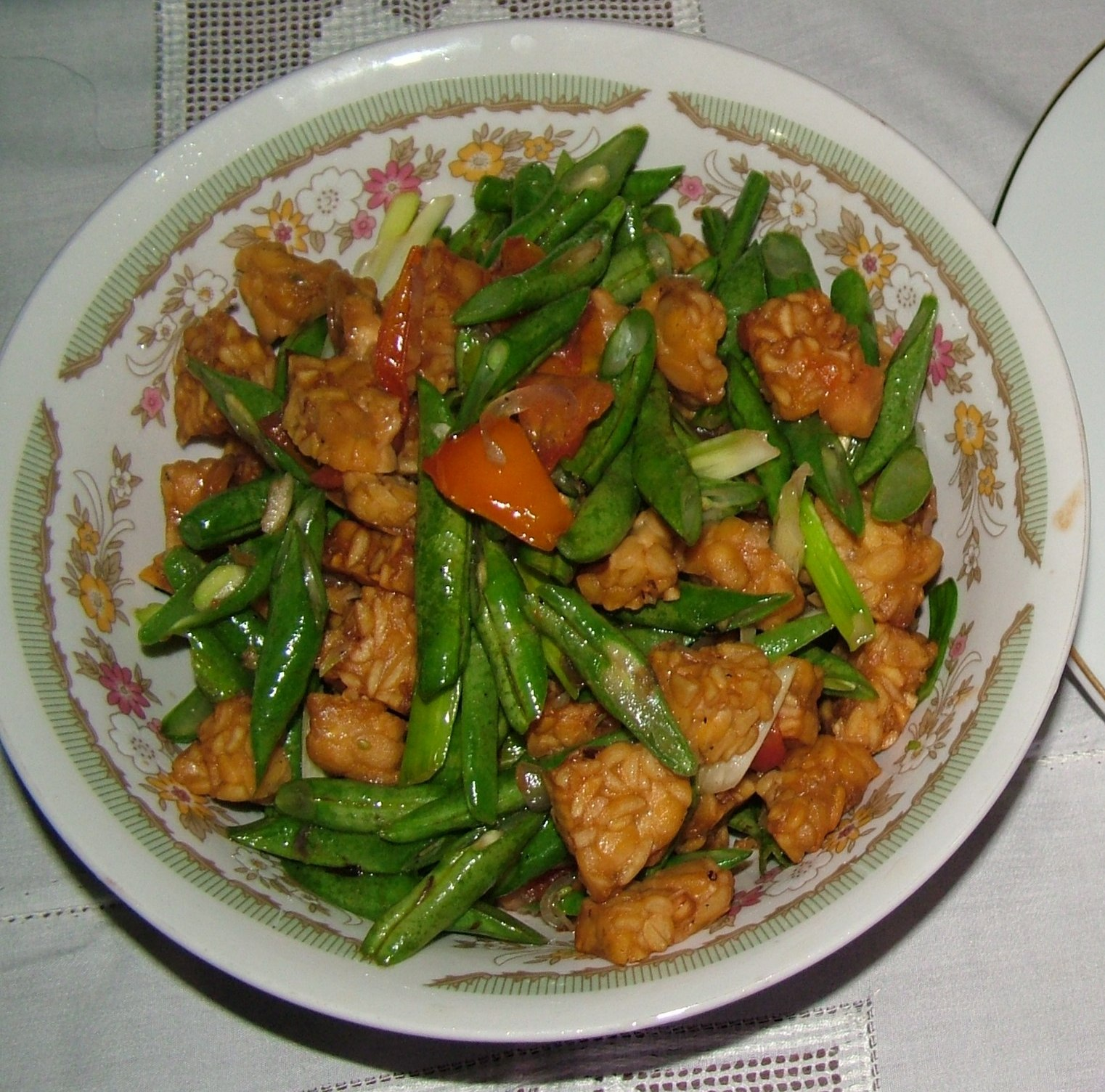
Tempeh saltato con fagioli verdi, un piatto indonesiano.

- Cucina balcanica: ci sono molti piatti, come i dolma e lo spanakopita
- Cucina russa: la cucina russa ha sviluppato una significante tradizione vegetariana nei tempi dello zar, basata sugli esempi di Lev Tolstoj.[6] La tradizione ortodossa di separare carne e verdure e come tra pasti specifici e digiuni e altre festività ha contribuito, in Russia e nelle nazioni slave, ad una ricca e variegata cucina d piatti vegetariani[6], come le zuppe di verdura (šči, okroshka, borscht), pirogi, blini, vareniki, kasha, grano saraceno, verdure fermentate e verdure sottaceto, ecc.
- Medio Oriente: falafel, hummus (purea di ceci), Tahina (semi di terra di sesamo), vari yogurt a base di menta e cuscus.
  - Cucina egiziana: ricca di cibi vegetariani, per motivi che vanno dall'economia alle pratiche religiose della chiesa copta ortodossa, i piatti si basano su fagioli e verdure: i piatti nazionali, koshari e ful, sono del tutto vegetariani, come di solito sono le casseruole di verdura assortite che caratterizzano il pasto tipico egiziano.
- Cucina cinese (ed Estremo Oriente): i piatti sono basati sugli ingredienti principali come funghi, pasta, melanzane, fagiolini, broccoli, riso, tofu e/o verdure miste
- Cucina giapponese: tempura, edamame, name kojiru, e sushi di verdura.
- Cucina coreana: ha molte pietanze composte interamente da verdure, come bibimbap, jeon, che può essere paragonata alla pizza versione coreana, fatta con kimchi, o con frutti di mare e porro, e molti altri piatti.
- Cucina tailandese: piatti come il pad kee maow e il curry tailandese.
- Cucina della Louisiana e del Sud: hush puppies, okra patties, riso e fagioli, oppure kale saltati o collard, se non cucinato con il tradizionale porco grasso o brodo di carne.
- Cucina gallese: salsicce Glamorgan, Laverbread e Welsh rarebit.
- Cucina dell'Indonesia: include tempeh orek, tempeh bacem, tofu bacem

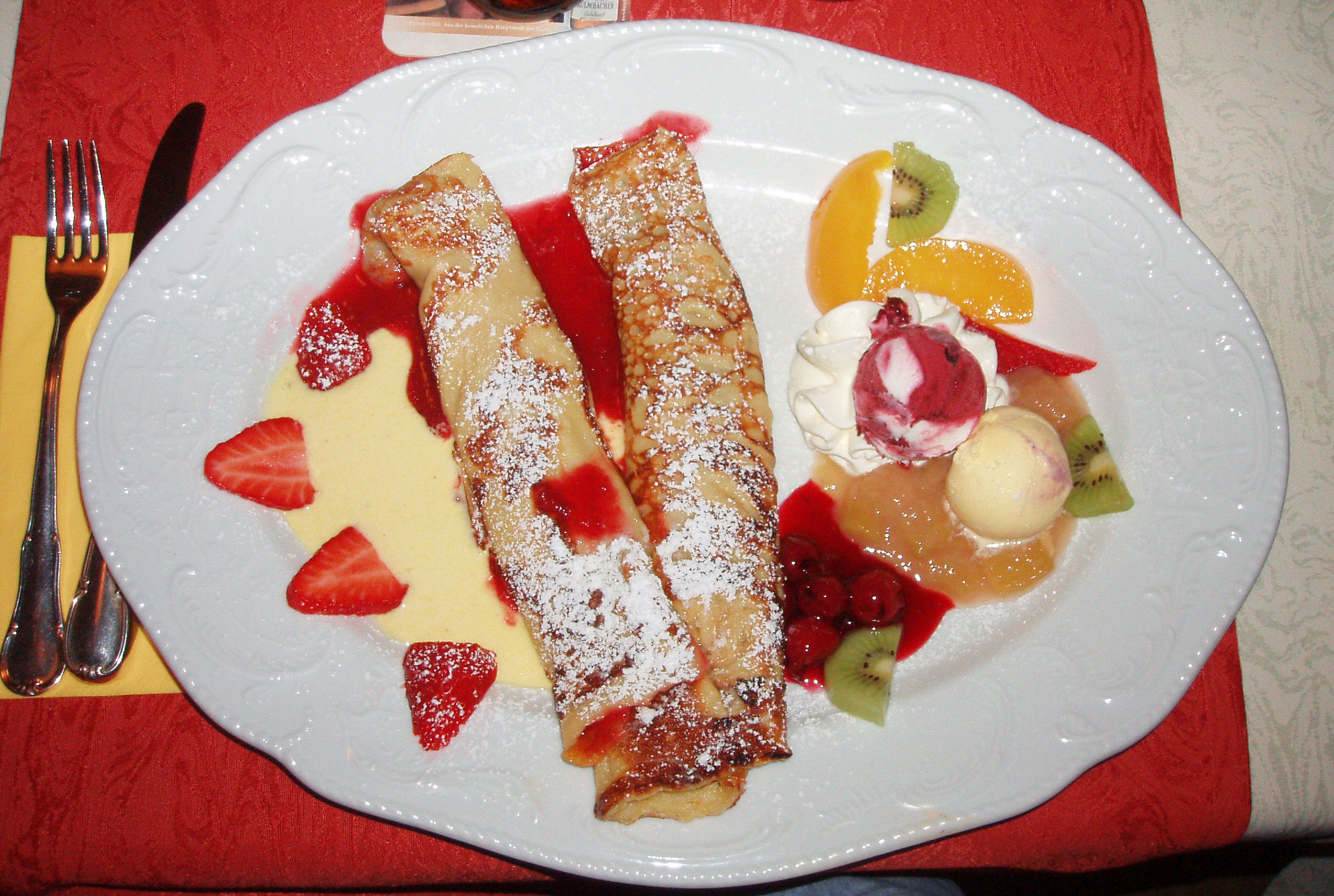
palacinta con gelato e frutta dall'Austria.

### Dolci e caramelle
La maggior parte dei dessert, di cui la crostata, il cobbler, la torta, brownie al cioccolato, biscotti, tartufi, Rice Krispie treat (senza gelatina dei marshmallow o crema di marshmallow), burro di arachidi, budino, budino di riso, gelato, Crème brûlée, ecc, sono liberi di carne e pesce, e quindi sono adatti per i latto-ovo-vegetariani. La confettura e i dessert orientali, come halva, lokum, sono per lo più per i vegani, mentre altri, come baklava (che spesso contiene burro) sono per i latto-vegetariani. Dessert e dolci indiani sono in gran parte vegetariani come peda, barfi, gulab jamun, shrikhand, basundi, kaju Katri, rasgulla, Cham Cham, rajbhog ecc. I dolci indiani sono per lo più a base latte e sono pertanto per i latto-vegetariani; mentre la frutta dolce secca è per i vegani.

## Cucina che utilizza surrogati della carne
Queste sono le versioni vegetariani di piatti popolari che i non-vegetariani mangiano e sono spesso consumati come cibo veloce, il cibo di transizione per i nuovi vegetariani, o un modo per dimostrare ai non-vegetariani che possono essere vegetariani pur godendo dei loro cibi preferiti. Molti vegetariani usano questi piatti come parte di una dieta variata.
Alcuni piatti popolari sono:
- Veggie burger (burger, di solito a base di cereali, TPV], seitan (glutine di frumento), tempeh e/o funghi)
- Hot dog vegetariani (di solito a base di TVP)
- Imitazione della salsiccia (soysage, vari tipi di 'salame', 'mortadella', 'Bologna', ecc. fatti con forme di soia)
- Mockmeat o 'meatyballs' (di solito a base di TVP)
- 'Pollo' vegetariano o senza-carne (di solito a base di seitan, tofu o TPV)
- Jambalaya (con la salsiccia e pollo finto, di solito fatta da TPV, seitan, o tempeh)
- Pomodoro Omelette fatta di pomodori e con una pasta di farina che è usata per fare una frittata di verdure senza l'uso di uova.
- Uova strapazzate dove il tofu è schiacciato e fritto con spezie (spesso con curcuma, per il suo forte colore giallo) per produrre un piatto che ricorda molto le uova.
- Quando si cucina, le uova vengono facilmente sostituite dai semi di lino a terra, salsa di mela, banana schiacciata, o un sostituto commerciale dell'uovo.

Mycoprotein è un altro sostituto della carne, possono essere aggiunte anche le alghe per un gusto di frutti di mare.

## Prodotti commerciali

Simbolo usato in India per distinguere i prodotti vegetariani (sinistra) dai prodotti per non vegetariani (destra).

I prodotti commerciali, commercializzati soprattutto verso i vegetariani e etichettati come tali, sono disponibili nella maggior parte dei paesi nel mondo, in varie quantità e qualità. Come esempio, in Australia, i vari prodotti vegetariani sono disponibili nella maggior parte delle catene di supermercati ed è fornita una guida allo shopping vegetariano da Vegetarian/Vegan Society of Queensland. Comunque, il più grande mercato per il commercio con l'etichetta per i vegetariani è in India, con leggi governative che regolano le etichette vegetariano e non vegetariano.